# بئاتا تیشکیه‌ویچ
بئاتا ماریا هلنا تیشکیه‌ویچ (لهستانی: Beata Maria Helena Tyszkiewicz) بازیگر تئاتر و سینما اهل لهستان است.
او به دنبال یک سکتۀ قلبی شدید، خود را بازنشسته کرد و دیگ در انظار عمومی ظاهر نشد.

## گزیدهٔ نقش‌آفرینی‌ها
- حالا یا هرگز!
- نخستین روز آزادی
- کینگ‌سایز
- شخص خیلی مهم
- قرارداد
- اجاره‌نشین‌ها
- روزها و شب‌ها
- قماری بالاتر از زندگی
- حوزه استحفاظی ۱۳
- آخرالزمان کوچک
- همه‌چیز برای فروش
- سکسمیشن
- بال‌های سیاه
- دست‌نوشته ساراگوسا
- پارادوکس لِـیک
- ۱۱ دقیقه
- سرنوشت‌های لهستانی